# Municipio de Shell
El municipio de Shell (en inglés: Shell Township) es una subdivisión administrativa ubicada en el condado de Mountrail, Dakota del Norte, Estados Unidos. Según el censo de 2020, tiene una población de 36 habitantes.

## Geografía
Está ubicado en las coordenadas 48°3′57″N 102°6′31″O / 48.06583, -102.10861. Según la Oficina del Censo de los Estados Unidos, tiene una superficie total de 93.16 km², de la cual 93.13 km² corresponden a tierra firme y (0.03 %) 0.03 km² es agua.

## Demografía
Según el censo de 2020, había 36 personas residiendo en la zona. La densidad de población es de 0.39 hab./km². El 83.3 % son blancos, el 13.89% son amerindios y el 2.78% es de una mezcla de razas. No hay hispanos o latinos viviendo en el área.